# ابن حجاج الإشبيلي
أبو عمـرو أحمد بن محمد بن حجاج الإشبيلي عالم فلاحة وبيطري وفقيه وأديب وناثر مسلم. يعد من أشهر علماء الزراعة في القرن الخامس الهجري الحادي عشر الميلادي.

## علمُه
ظهرت براعة ابن حجاج في علمي الفلاحة وتربية النبات والحيوان، ومداواة ما يصيبها من أمراض وآفات، بدليل تعدد الأبحاث التي طرقها في كتابه وعمقها. كانت تتركز أبحاثه في النباتات فيما يُعرف به جيد الأرض من سيئها، وقرب الماء من بعده، وحلوه من مره، وتخيُّر البذور، وطريقة الزرع وأوقاته، وما يكثره ويدفع الآفات عنه، أوقات الحصاد ورفع المحصول. بلغ عدد الأشجار المثمرة التي تحدث عنها ابن حجاج 18 شجرة، وعدد البقول والرياحين 15 بذرة، وتحدث كذلك عن طائفة من الحيوانات والحشرات، وطرق مكافحتها وتجنب أذاها.

## كُتُبه
- المقنع في الفلاحة.
- المغني.
- زهرة البستان في نزهة الأذهان.